# Bătălia din Pasul Șipka (1877)
Bătăliile din Pasul Șipka a fost o serie de patru ciocniri între forțele Imperiului Rus și Imperiul Otoman în Pasul Șipka din Munții Balcani, în Bulgaria de astăzi, în timpul Războiului Ruso-Turc din anii 1877–1878.

## Desfășurare

Una dintre cele mai mari bătălii din război era pe vârful Șipka. Prima bătălie a durat între 17 și 19 iulie 1877, când forțele rusești au stabilit controlul asupra unei zone importante pentru legăturile dintre nordul și sudul Bulgariei. După trecerea pasajului, trupele rusești au luat poziții de protecție. Generalul Darojinski avea aproximativ 5 000 de oameni în trei poziții: în vârful Sveti Nikola, pe dealul central și în spațiul dintre cele două puncte.  În timpul celei de-a doua lupte, trupele ruse, inclusiv un număr de trupe bulgare de voluntari, au reușit să oprească atacul forțelor otomane în încercarea de a deschide calea către orașul Plevna. 
În august 1877, Suleiman Pașa a primit întăriri din Albania și cu o forță de aproximativ 30.000 de soldați și 48 de tunuri îndreptate spre Șipka. Pe 19 august, generalul Stoletov a văzut că întregul corp al lui Suleiman Pașa este în jurul lui Shipka și că forțele sale sunt imense împotriva a 5.500 de forțe bulgare cu 27 de tunuri și a 36-lea Regiment Orlov de Infanterie. În dimineața zilei de 21 august soldații lui Recep Pașa au atacat pozițiile din vârful Sveti Nikola, dar turcii nu au observat succesul. La 22 august, otomanii au mutat artileria la un punct superior, dar acest atac a fost respins. 
Lupta decisivă a început pe 23 august când otomanii au atacat toate pozițiile rusești, iar lovitura principală a fost îndreptată din nou spre Sveti Nikola. În această luptă, arsenalul feroce al forțelor bulgare a început să arunce cu pietre și chiar cu cadavrele apărătorilor săi. În ultimul moment, a sosit ajutorul a 27.000 de trupe, după care Șipka a fost apărată.  Câteva săptămâni mai târziu, Suleiman Pașa a făcut o altă încercare de a captura zona, dar a suferit un regres major. 
La 13 septembrie, Suleiman Pașa a început să bombardeze pozițiile ruse care au durat până pe 17 septembrie, când Suleiman Pașa a făcut un atac frontal împotriva Sveti Nikola, dar, în ciuda succesului său inițial, a trebuit să se retragă din nou.  Aceasta a fost urmată de o iarnă în care zona a fost transformată într-o cetate pentru a dezactiva ofensiva otomană împotriva Bulgariei de Nord, după care a fost deschisă ruta armatei ruse spre Istanbul. 